# جان فرانسیس دالی
جان فرانسیس دالی (انگلیسی: John Francis Daley؛ زاده ۲۰ ژوئیهٔ ۱۹۸۵) هنرپیشه اهل ایالات متحده آمریکا است. وی از سال ۱۹۹۹ میلادی تاکنون مشغول فعالیت بوده‌است.
از فیلم‌ها و مجموعه‌های تلویزیونی‌ای که وی در آن نقش داشته است، می‌توان به استخوان‌ها، فریک‌ها و گیک‌ها و نمایی از بالا اشاره کرد.